# Бора Марковић
Боривоје Бора Марковић (Забрежје, код Обреновца, 1. децембар 1907 — Кадињача, код Ужица, 29. новембар 1941) био је учесник Народноослободилачке борбе и народни херој Југославије.

## Биографија
Рођен је 1. децембра 1907. у селу Забрежју, код Обреновца. Браварски занат је изучио у Београду, где је и радио до 1926. када је отишао на одслужење војног рока.
После повратка из војске радио је као бравар у приватним радионицама. Радничком покрету је приступио 1928. када је почео да ради у подружници металских радника и Савезу комунистичке омладине Југославије (СКОЈ). Половином 1931. запослио се у Електричној централи у Београду, где је 1932. учествовао у формирању Синдикалне подружнице, чији је био први секретар. Године 1934. примљен је у чланство Комунистичке партије Југославије (КПЈ).
Био је оснивач и председник Набавно-продајне задруге радника електричне централе. Преко те Задруге, КПЈ је вршила легалан утицај на раднике, нарочито после укидања Уједињених радничких синдиката (УРС). На ванредном конгресу Савеза синдиката трамвајских и електричних радника, Бора је био изабран за председника Централне управе, и на тој дужности остао да забране УРС, децембра 1940. године.
Године 1938. постао је члан Окружног комитета КПЈ за Београд. Почетком јануара 1939. године је ухапшен, због партијске активности. После изласка из затвора, маја исте године, запослио се у Градском зеленилу у Београду. Пошто га је лично познавао полицијски агент Ђорђе Космајац, који је такође био пореклом из Обреновца, није дуго остао на слободи. Ухапшен је поново, крајем 1939. и остао у затвору до 1. јуна 1940. године. После изласка из затвора наставио је да ради у Градском зеленилу, све до јуна 1941. године.
После Априлског рата и окупације Краљевине Југославије, 1941. активно је радио на припремама устанка у Београду и околини. Крајем јуна је отишао из Београда на планину Космај, где је учествовао у формирању Космајско-посавског партизанског одреда, чији је био политички комесар. Када је крајем јула 1941. овај Одред подељен на Космајски и Посавски партизански одред, Бора је постао политички комесар Посавског одреда.
Учествовао је у свим борбама Посавског партизанског одреда, у лето 1941. као и касније на терену западне Србије, током Прве непријетељске офанзиве. По наређењу Врховног штаба НОПОЈ, за одбрану Ужица, на Кадињачи, новембра 1941. Радничком батаљону Ужичког партизанског одреда, додате су две чете Посавског одреда, којима је командовао Бора Марковић. Погинуо је 29. новембра 1941. током борби на Кадињачи, заједно са командантом Ужичког одреда Душаном Јерковићем.
Указом Председништва АВНОЈ, а на предлог Врховног команданта Југословенске армије маршала Јосипа Броза Тита, прогашен је 6. јула 1945. за народног хероја.